# 王安治
王安治（1977年2月3日—），是中国足球运动员，司职后卫，曾经入选过国家队。
1995年，王安治从人大附中毕业后进入人民大学工商管理学院，1998年加盟了当时的甲B联赛球队北京宽利，其后转会去了四川全兴，此后在重庆力帆凭借出色表现进入过阿里·哈恩时期的国家队。2007年他加盟成都谢菲联，但是始终无法成为主力，2008年甚至被谢菲联派去香港参加联赛。2009年，他返回北京加盟北京宏登。2010年因北京八喜成功收购北京宏登而成为北京八喜的球员，当年赛季结束后王安治退役。